# Hypenagonia minor
Hypenagonia minor là một loài bướm đêm trong họ Erebidae.